# Eulemur collaris
Il lemure dal collare (Eulemur collaris Geoffroy, 1817) è un lemure della famiglia Lemuridae, endemico del Madagascar.
In passato era classificato come sottospecie del lemure bruno (Eulemur fulvus); recenti analisi del DNA, tuttavia, hanno permesso a questi animali (assieme alle altre sottospecie di E. fulvus) di guadagnare lo status di specie a sé stanti.

## Descrizione

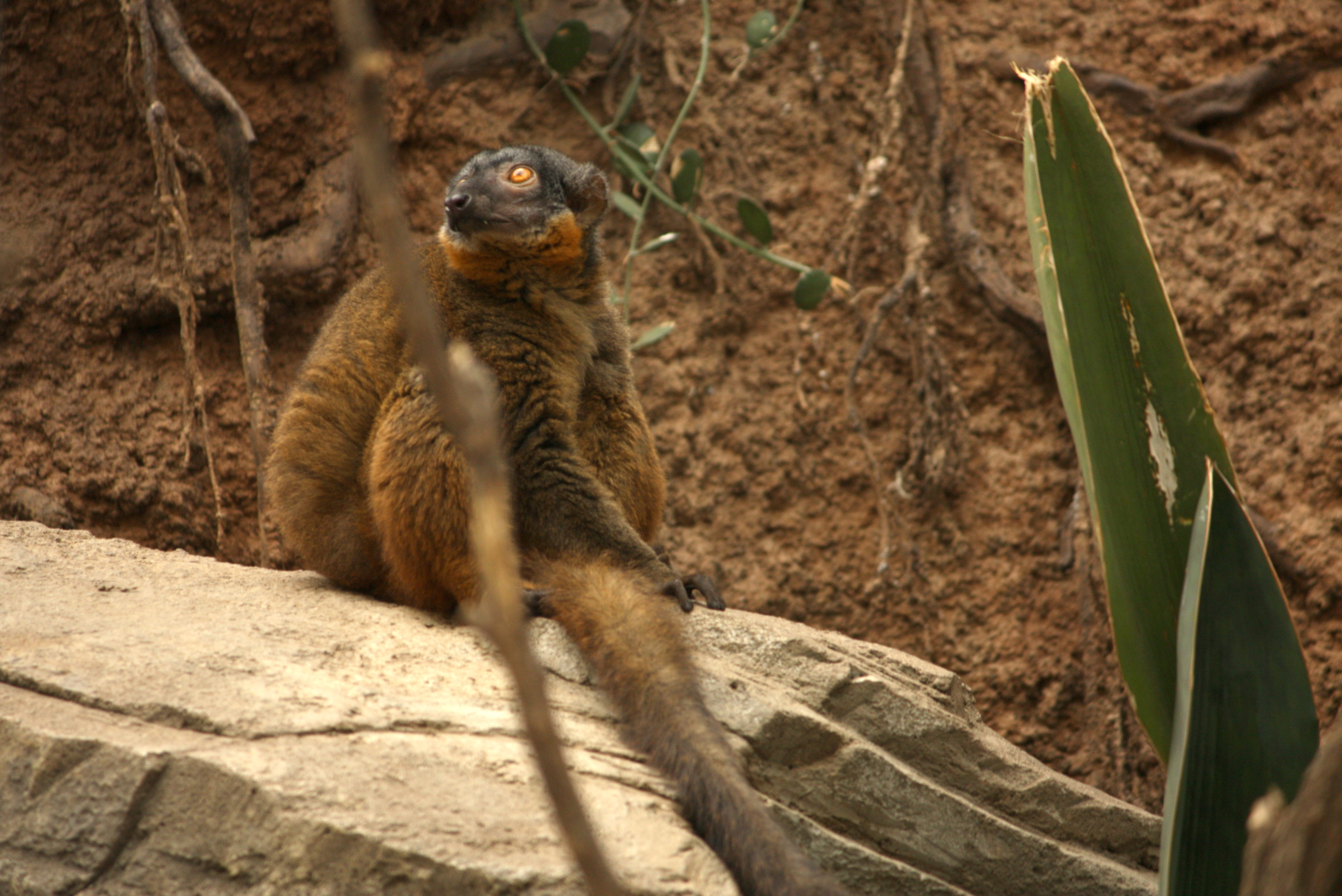
Lemure dal collare allo zoo del Bronx, New York

Si tratta di animali lunghi poco meno di 1 m, per un peso massimo di 3 kg.

Presentano dimorfismo sessuale: i maschi hanno la testa nera con le sopracciglia bianche e delle caratteristiche basette arancioni ai lati della testa, mentre il corpo è rossiccio e la coda anch'essa nera, invece le femmine hanno basette e meno accentuate, sopracciglia bianche assenti e colori in genere più smorti. Ciò non toglie che le femmine hanno ruolo di dominanza (anche se piuttosto blando rispetto ad altre specie di lemuri) rispetto ai maschi. Gli occhi sono giallo-arancio.

## Biologia
Si tratta di animali diurni, arboricoli e prevalentemente frugivori, anche se non disdegnano altro materiale vegetale come foglie e fiori.
Vivono in gruppi di meno di 10 esemplari, anche se non è raro trovarne di più consistenti (il più grande finora registrato contava 29 individui).
Nella foresta di Berenty (Madagascar meridionale) esiste una popolazione ibrida, introdotta tra la fine degli anni '70 e gli inizi degli anni '80, di E. fulvus  × collaris. È stato dimostrato, con analisi quantitative, che questi lemuri hanno una gerarchia lineare a dominanza femminile e presentano comportamenti riconciliatori dopo le aggressioni. Inoltre, i livelli di stress individuali (misurati con comportamenti self-directed) sono tanto più alti quanto più gli animali sono bassi in gerarchia. Lo stress aumenta in seguito alle aggressioni, ma la riconciliazione tra due ex contendenti sembra però in grado di riportare lo stress ai livelli basali.

## Distribuzione e habitat
Lo si trova nella zona sud-orientale dell'isola, dove preferisce le zone di foresta pluviale non troppo fitta.

## Conservazione
La IUCN Red List classifica Eulemur collaris come specie in pericolo di estinzione (Endangered).
La specie è inserita nella Appendice I della CITES.
La speciè è protetta all'interno del parco nazionale di Andohahela, del parco nazionale di Midongy del Sud e della riserva speciale di Kalambatritra.